# ألكيمي (شركة)
ألكيمي (بالإنجليزية: Alchemy)‏ اسمها سابقا ميلينيوم إنترتيمنت، هي شركة أمريكية تقوم بإنتاج وتوزيع الأفلام، تأسست سنة 2010 ويقع مقرها في لوس أنجلوس.

## الأعمال
- عرض كوسبي (مسلسل)
- مغامرات دنكي
- شلة دراك
- موت السوشي (فيلم)
- قليلا من الجنة (فيلم)
- العشق (فيلم 2015)
- متخفية للغاية (فيلم)
- مسروق (فيلم)
- سرفايفر (فيلم)